# Karonáda

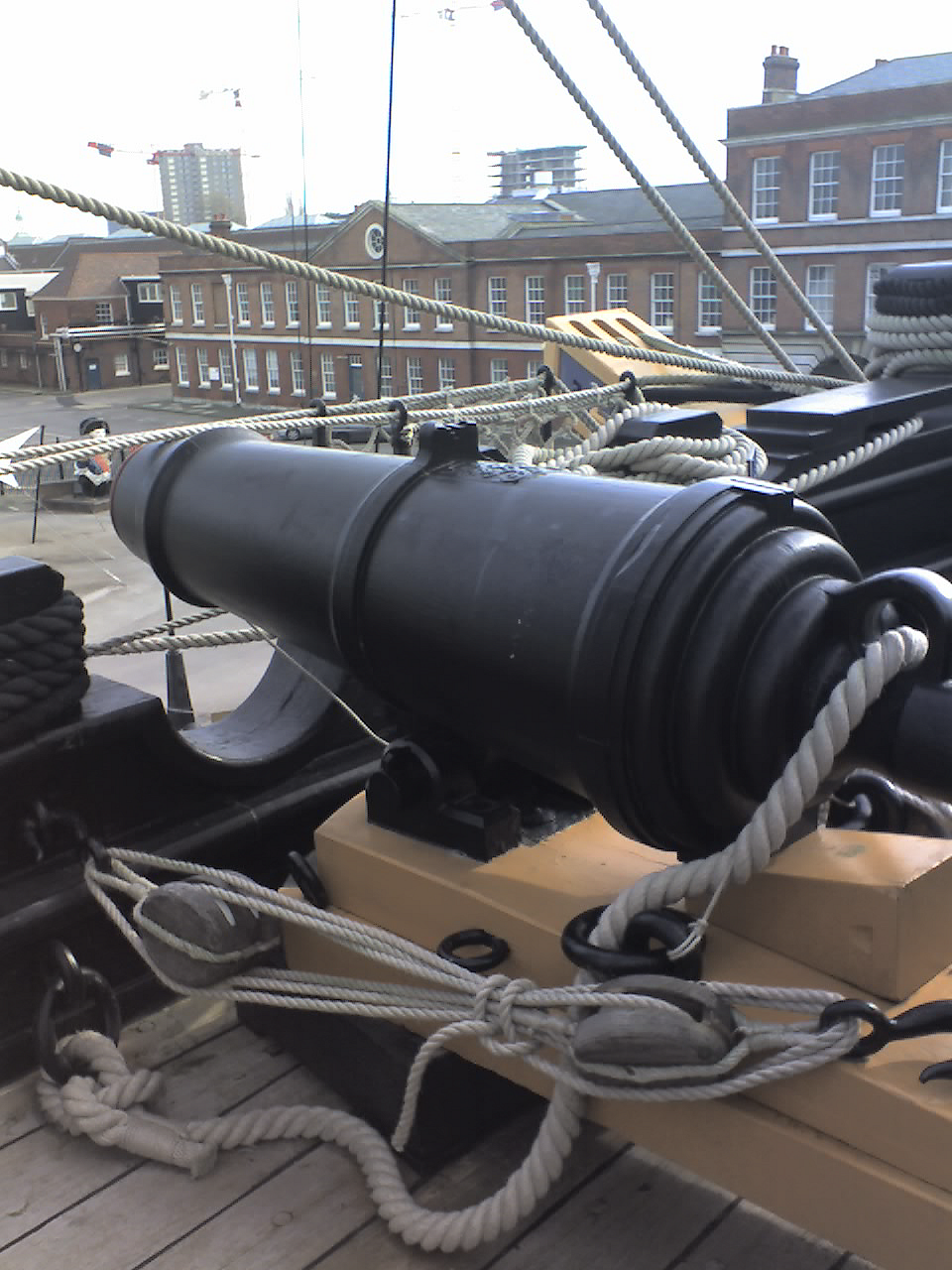
68liberní britská námořní karonáda na přední palubě HMS Victory.

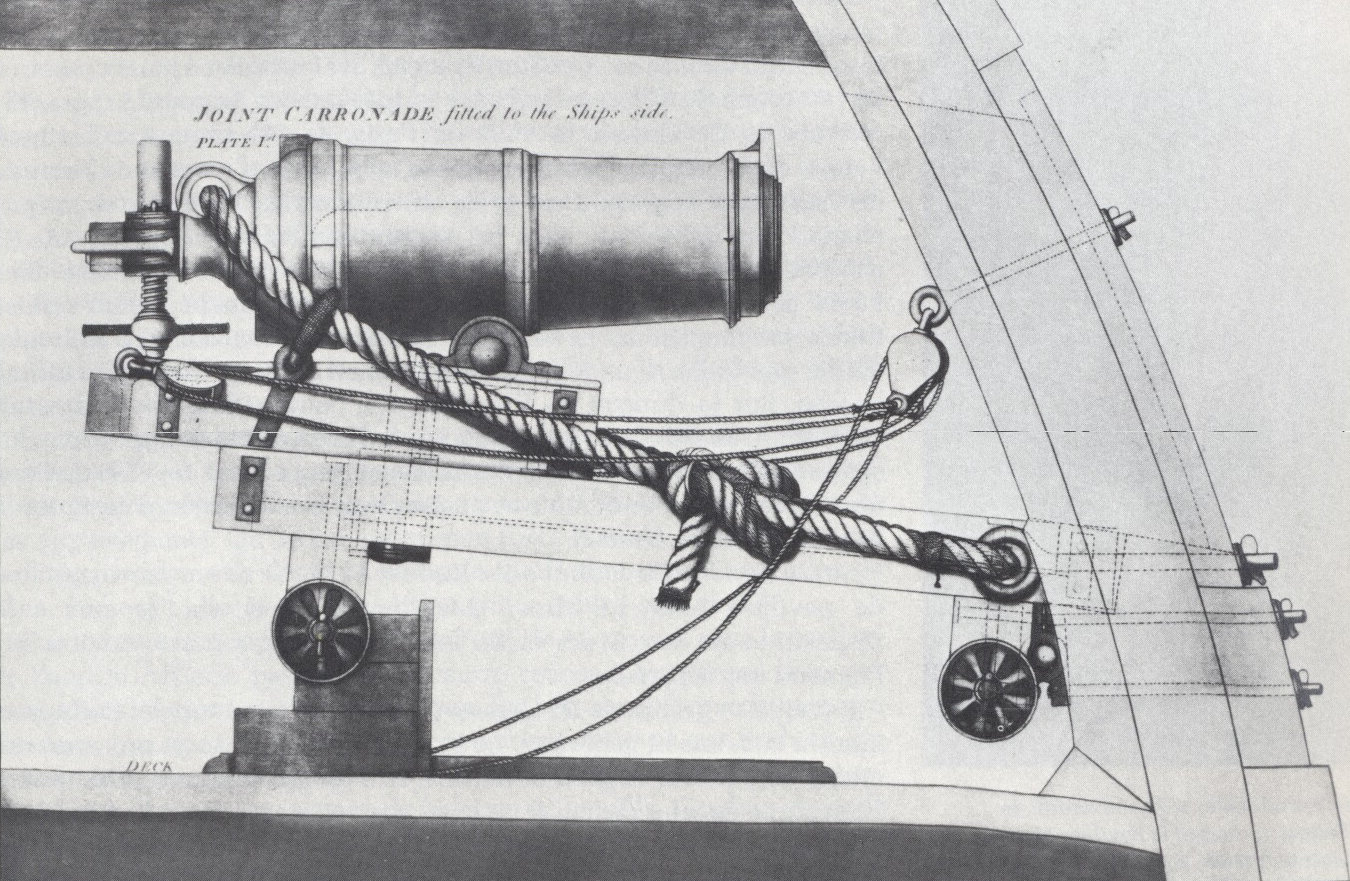
Schéma jednoho ze způsobů připevnění karonády na palubě

Karonáda (anglicky carronade), zpočátku též někdy nazývané melviláda nebo gaskonáda (anglicky gasconade nebo melvillade), později také drtič (anglicky smasher), bylo železné lité dělo s hladkým vývrtem pro přímou palbu, původně vyvinuté pro válečné lodě britského Královského válečného námořnictva a určené ke střelbě těžkých střel proti trupům lodí a kartáčových střel proti živé síle na krátkou vzdálenost. Oproti klasickému dělu měla karonáda kratší hlaveň, třetinovou až čtvrtinovou hmotnost a používala jen zlomek jeho množství střelného prachu. Podstatným rozdílem proti klasickým dělům byla možnost natáčení do stran na čepu po příčných kolečkách a pomocí šroubu výškově.

## Vynález
Jednalo se o skotský vynález z roku 1759 generála Roberta Melvilla, později zdokonalený Charlesem Gascoignem, ředitelem železáren Carron Iron Company z Falkirku, přijatý po roce 1779 do výzbroje britského Královského námořnictva, Royal Navy.

## Specifika
Krátká hlaveň má podstatné důsledky pro praktické použití.

### Výhody
- menší váha přináší možnost střílet i z horních palub bez ohrožení těžiště lodi, navíc s možností umístění většího počtu děl na loď.
- lafetace na čepu a s příčnými kolečky umožňuje otáčení do stran v rozsahu téměř celého půlkruhu, pro cílení střelby se tedy nemusí otáčet celá loď, na rozdíl od klasických velkých děl ve střílnách nízkých palub, ze kterých lze střílet pouze kolmo do stran.
- přesnější nastavování náměru šroubem, na rozdíl od pouhého klínování u klasických dlouhých děl.
- výrazné zvětšení palebné síly zejména u menších lodí (např. hmotnost boční salvy osmnáctidělové brigy vyzbrojené klasickými dlouhými děly ráže 6 liber činila 54 liber, avšak u stejné brigy vyzbrojené 16 karonádami ráže 24 liber a dvěma dlouhými děly ráže 6 liber činila boční salva již 198 liber). Zatímco čtyř- a šestiliberní dlouhá děla nedokázala napáchat příliš vážné škody, osmnácti- a čtyřiadvacetiliberní karonády způsobily při boji zblízka těžké škody a několik málo zásahů trupu nepřátelské lodi ji dokázalo potopit.
- menší váha karonád vyžadovala méně početnou obsluhu, což mělo pro britské Královské námořnictvo trpící chronickým podstavem posádek lodí, zejména kvalifikovaných námořníků, velký význam.

### Nevýhody
- malá přesnost
- snížený dostřel z důvodů:
  - menší prachové náplně
  - zkrácené hlavně, kdy plyny urychlují projektily na kratší dráze, čímž dosahují nižší rychlosti a tím i energie.

### Používání
- Nízká úsťová rychlost projektilu změnila účinek při zásahu: na rozdíl od rychlé střely neprosekl do dřevěného trupu malý čistý otvor, ale spíše proboural velkou díru, navíc s množstvím odletujících třísek, což dále znásobovalo účinek proti posádce uvnitř lodi (proto přezdívka drtič).
- Jako zbraň pro boj na kratší vzdálenosti se často nabíjely také kartáčovými střelami k ničení živé síly protivníka.
- Účinek lze přirovnat k brokovnici: sice zničující nakrátko, ale na dálku neškodný. I proto bylo třeba dobře volit množství/poměr klasických dlouhých děl a krátkých karonád. Loď vybavená pouze karonádami by byla bezmocná proti ostřelování z bezpečné vzdálenosti.
- Díky stále ještě velkým tlakům v hlavni v okamžiku výmetu projektilu z ústí hlavně byly karonády značně hlučné, navíc se okraje hlavně opotřebovávaly.

Karonády byly použity ještě i po ukončení jejich výroby během americké občanské války v letech 1861–1865.

## Započítávání karonád do výzbroje lodí britského Královského námořnictva
V literatuře se často vyskytuje chybný názor, že karonády nebyly vůbec započítávány do nominální výzbroje lodí. Karonády umístěné na lodích dodatečně nad nominální výzbroj nebo jako náhrada malých otočných děl (anglicky swivel gun) nebyly započítávány do počtu děl udávaného jako nominální výzbroj lodi; pokud však nahrazovaly dlouhá děla, zůstával lodi administrativně její původní počet děl. Např. osmnáctidělová briga, jejíž 16 dlouhých šesti- nebo devítiliberních klasických děl bylo nahrazeno osmnácti- nebo čtyřiadvacetiliberními karonádami, byla i nadále Admiralitou klasifikována jako osmnáctidělová loď, nikoli jako dvoudělová. Tento stav trval do roku 1816, od roku 1817 se do nominální výzbroje započítávaly i karonády.

## Konstrukce karonády s nejrozšířenějším typem rámové kluzné lafety
1. Záď hlavně
2. Zadní mířidlo
3. Zátravka (zápalný otvor)
4. Přední mířidlo
5. První zesilující prstenec
6. Hlaveň
7. Ústí
8. Druhý zesilující prstenec
9. Otočný čep lafety
10. Podložka lafety (špalek)
11. Otočný čep hlavně
12. Zadní kolečka
13. Lože (základová deska) lafety
14. Kluzná deska rámové lafety
15. Knoflík se závitem
16. Náměrový (elevační) šroub